# Relaciones Canadá-Perú
Las Relaciones Canadá-Perú (en inglés: Canada-Peru relations; en francés: Relations Canada-Pérou) se refieren a las relaciones internacionales entre Canadá y la República del Perú. Ambos países son parte del Foro de Cooperación Económica Asia-Pacífico, Grupo de Lima, Organización de las Naciones Unidas y la Organización de Estados Americanos.

## Historia
Canadá y Perú establecieron relaciones diplomáticas el 21 de octubre de 1944. Al principio, las relaciones entre ambas naciones tuvieron lugar en organizaciones multilaterales. En mayo de 1970, las fuerzas canadienses llegaron al Perú poco después del Terremoto de Áncash para entregar ayuda humanitaria durante dos meses en respuesta a la solicitud del Presidente peruano Juan Velasco Alvarado.
En febrero de 1997, durante la Toma de la residencia del embajador de Japón en Lima; el presidente peruano, Alberto Fujimori, viajó a Toronto y se reunió con el primer ministro japonés, Ryūtarō Hashimoto, para discutir el manejo del asedio de rehenes por parte del Perú. Canadá fue elegido como lugar de reunión para los dos jefes de Estado porque su embajador en Lima, Anthony Vincent, era miembro de una comisión de garantes establecida para supervisar las negociaciones para poner fin a la crisis.
En 2004, Air Canada inició vuelos entre Toronto y Lima. En noviembre de 2008, el primer ministro canadiense, Stephen Harper, viajó al Perú para asistir a XX Cumbre del APEC en Lima. El primer ministro Harper volvió a visitar Perú nuevamente en 2013. En abril de 2014, el presidente peruano, Ollanta Humala, realizó una visita de Estado a Canadá. En noviembre de 2016, el primer ministro canadiense, Justin Trudeau, realizó una visita al Perú para asistir al 28ª Cumbre del APEC en Lima. En 2016, Canadá se convirtió en un Estado asociado de la Alianza del Pacífico, lo cual incluye al Perú, Chile, Colombia y México.
En marzo de 2018, el presidente peruano, Pedro Pablo Kuczynski, fue destituido del poder. Martín Vizcarra fue Embajador del Perú en Canadá y simultáneamente fue Primer Vicepresidente del Perú. Ante el juicio político del Presidente Kuczynski, Vizcarra dejó Canadá y regresó al Perú para asumir la Presidencia. En abril de 2018, el primer ministro Trudeau regresó al Perú para asistir a la 8ª Cumbre de las Américas en Lima. Durante su visita, el primer ministro Trudeau se reunió con el presidente Vizcarra y ambos líderes discutieron como mejorar las relaciones comerciales y subrayaron las muchas oportunidades que existen para la colaboración entre empresas canadienses y peruanas. El primer ministro y el presidente también discutieron la Crisis en Venezuela.
En 2019, ambas naciones conmemoraron 75 años de relaciones diplomáticas.

## Visitas de alto nivel

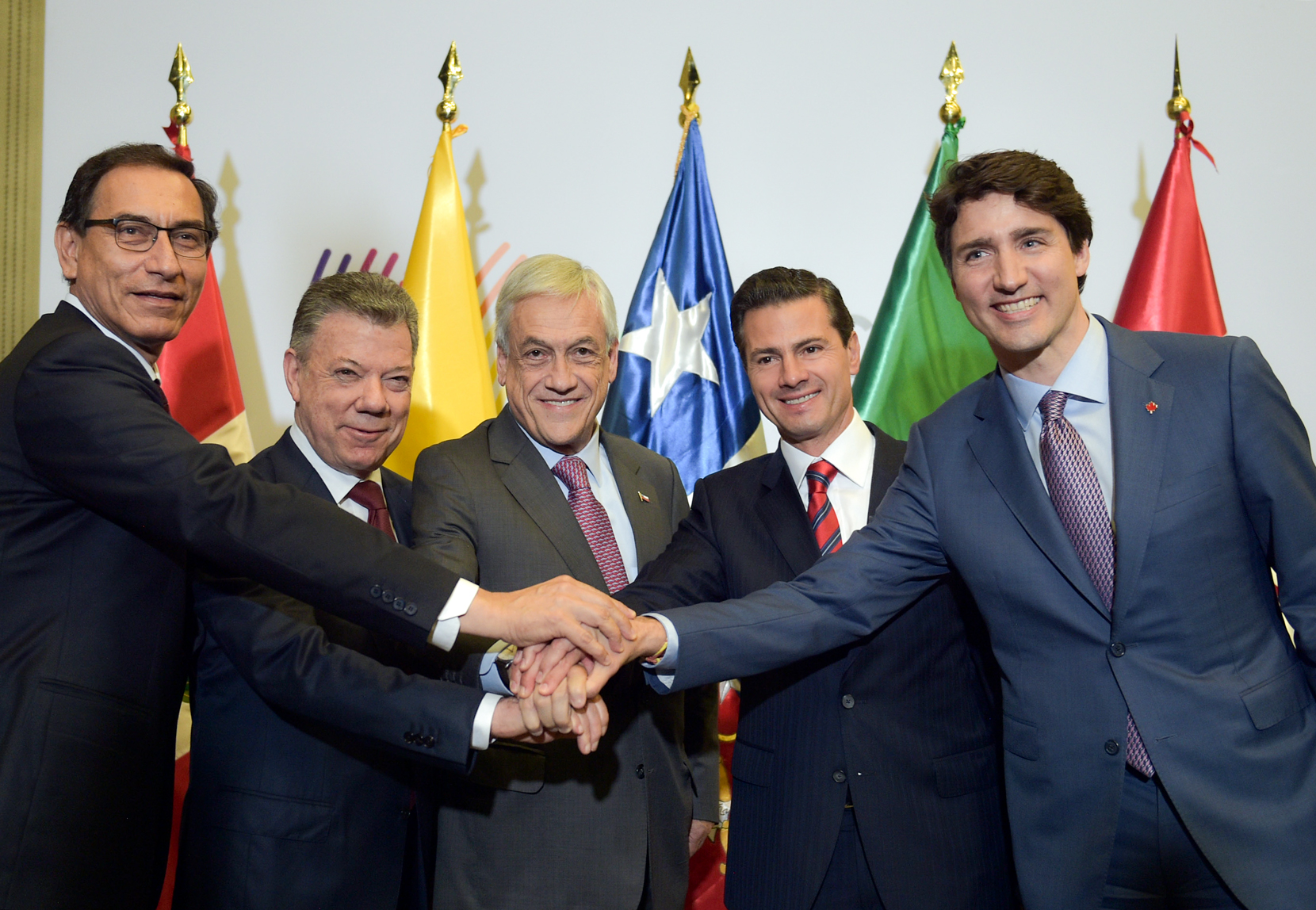
El Presidente peruano Martín Vizcarra y el primer ministro canadiense Justin Trudeau durante una reunión entre los líderes de la Alianza del Pacífico y Canadá en Lima; abril 2018.

Visitas de alto nivel de Canadá al Perú
- Primer ministro Stephen Harper (2008, 2013)
- Gobernador General David Johnston (2012)
- Primer ministro Justin Trudeau (2016, 2018, 2024)[5]
- Gobernadora General Julie Payette (2019)

Visitas de alto nivel del Perú a Canadá
- Presidente Alberto Fujimori (1997)
- Presidente Ollanta Humala (2014)

## Acuerdos bilaterales
Ambas naciones han firmado varios acuerdos, como un Acuerdo sobre la Exención de Impuestos a los Automóviles de Funcionarios Diplomáticos en Venta (1957); Acuerdo de servicios aéreos (1957); Acuerdo para permitir que las estaciones de radio aficionadas intercambien mensajes u otras comunicaciones de terceros (1964); Acuerdo para enfermeras canadienses y técnicos voluntarios para trabajar en el Ministerio de Salud Pública y Asistencia Social del Perú (1967); Acuerdo sobre la venta de trigo (1970); Tratado de Libre Comercio (2008); Acuerdo sobre el Medio Ambiente (2009) y un Acuerdo de Cooperación Laboral (2009).

## Comercio
En mayo de 2008, Canadá y Perú firmaron un Tratado de Libre Comercio que entró en vigencia el 1 de agosto de 2009. En 2018, el comercio bilateral entre ambas naciones ascendió a US$2 mil millones de dólares. En 2018, la inversión extranjera directa canadiense en Perú ascendió a US$14 mil millones de dólares, principalmente en la industria minería, petróleo, gas, y servicios financieros. La empresa multinacional canadiense, Scotiabank, opera en el Perú.

## Misiones diplomáticas residentes
- Canadá tiene una embajada en Lima.[9]
- Perú tiene una embajada en Ottawa y consulados-generales en Montreal, Toronto y Vancouver.[10]

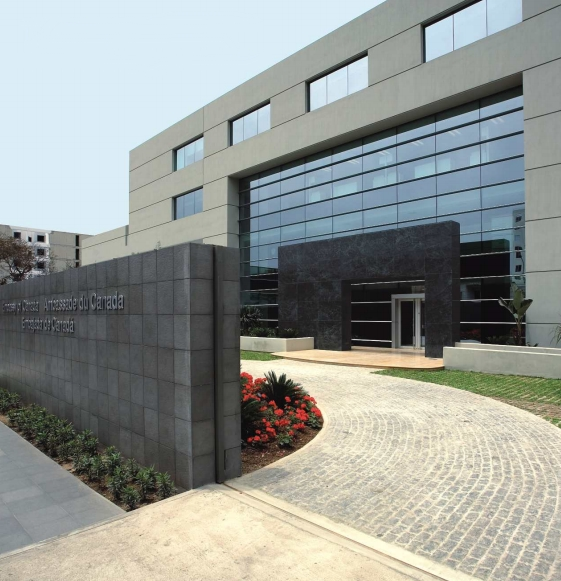
Embajada de Canadá en Lima
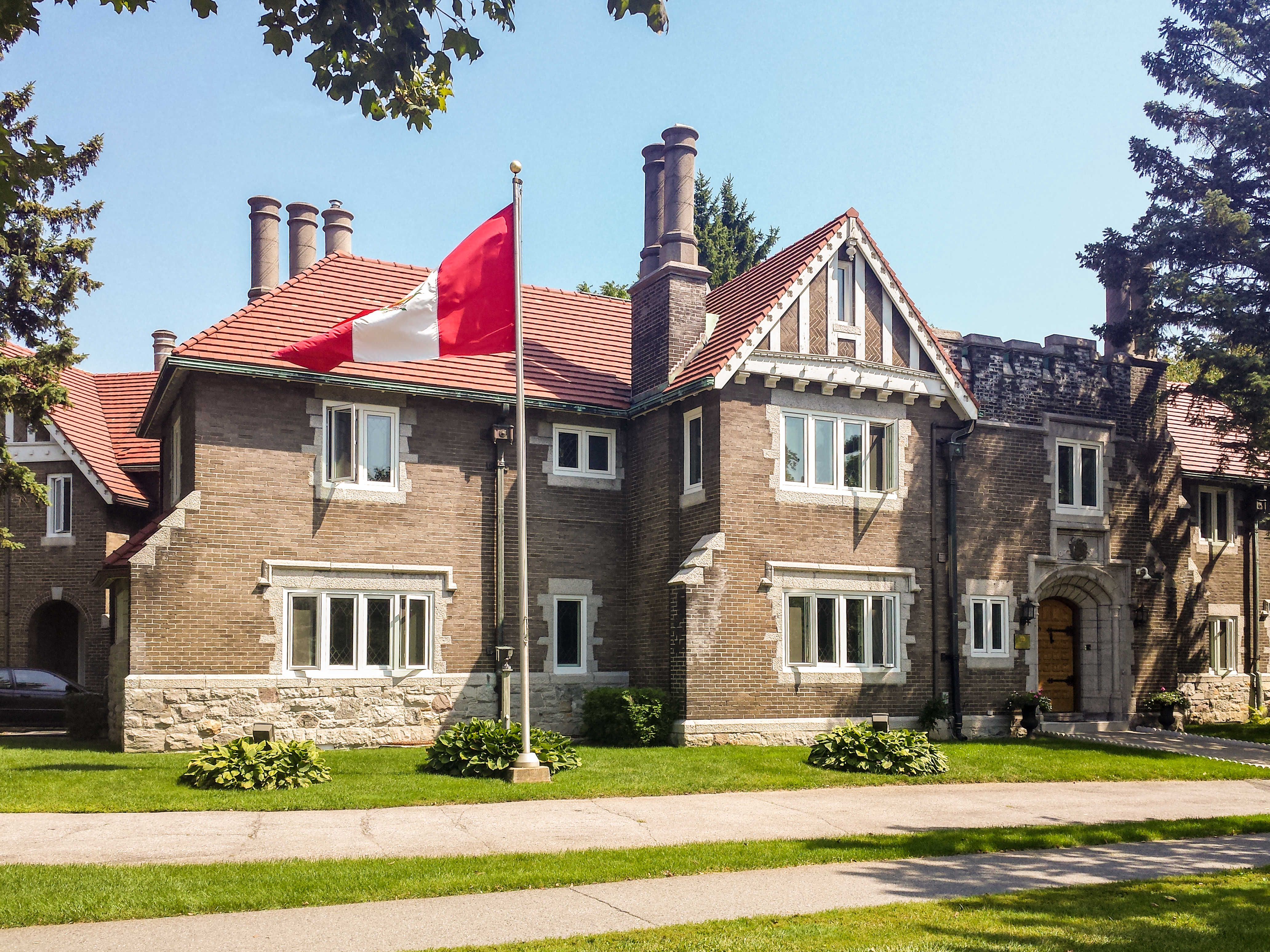
Residencia de la Embajada el Perú en Ottawa